# Ralbitz-Rosenthal
Ralbitz-Rosenthal, in alto sorabo Ralbicy-Róžant, è un comune di 1.764 abitanti della Sassonia, in Germania.
Appartiene al circondario (Landkreis) di Bautzen (targa BZ) ed è parte della comunità amministrativa (Verwaltungsverband) di Am Klosterwasser.